# Konjevići (Čačak)
Pour les articles homonymes, voir Konjevići.
Konjevići (en serbe cyrillique : Коњевићи) est un village de Serbie situé sur le territoire de la ville de Čačak, district de Moravica. Au recensement de 2011, il comptait 862 habitants.
Konjevići est situé sur la route européenne E761.

## Démographie

### Évolution historique de la population
| 1948 | 1953 | 1961 | 1971 | 1981 | 1991 | 2002 | 2011 |
| ---- | ---- | ---- | ---- | ---- | ---- | ---- | ---- |
| 372  | 376  | 489  | 579  | 702  | 823  | 788  | 862  |

|  |